# Zespół Szkół nr 1 im. Mikołaja Kopernika w Koszalinie
Zespół Szkół nr 1 im. Mikołaja Kopernika (potocznie Ekonom) – najstarsza szkoła w Koszalinie, działająca od 4 września 1945 r. W pierwszym okresie po wojnie funkcjonowała w obiekcie pierwsza szkoła zawodowa w mieście – Gimnazjum Kupieckie. Obecna nazwa obowiązuje od 2002 r.

## Historia szkoły

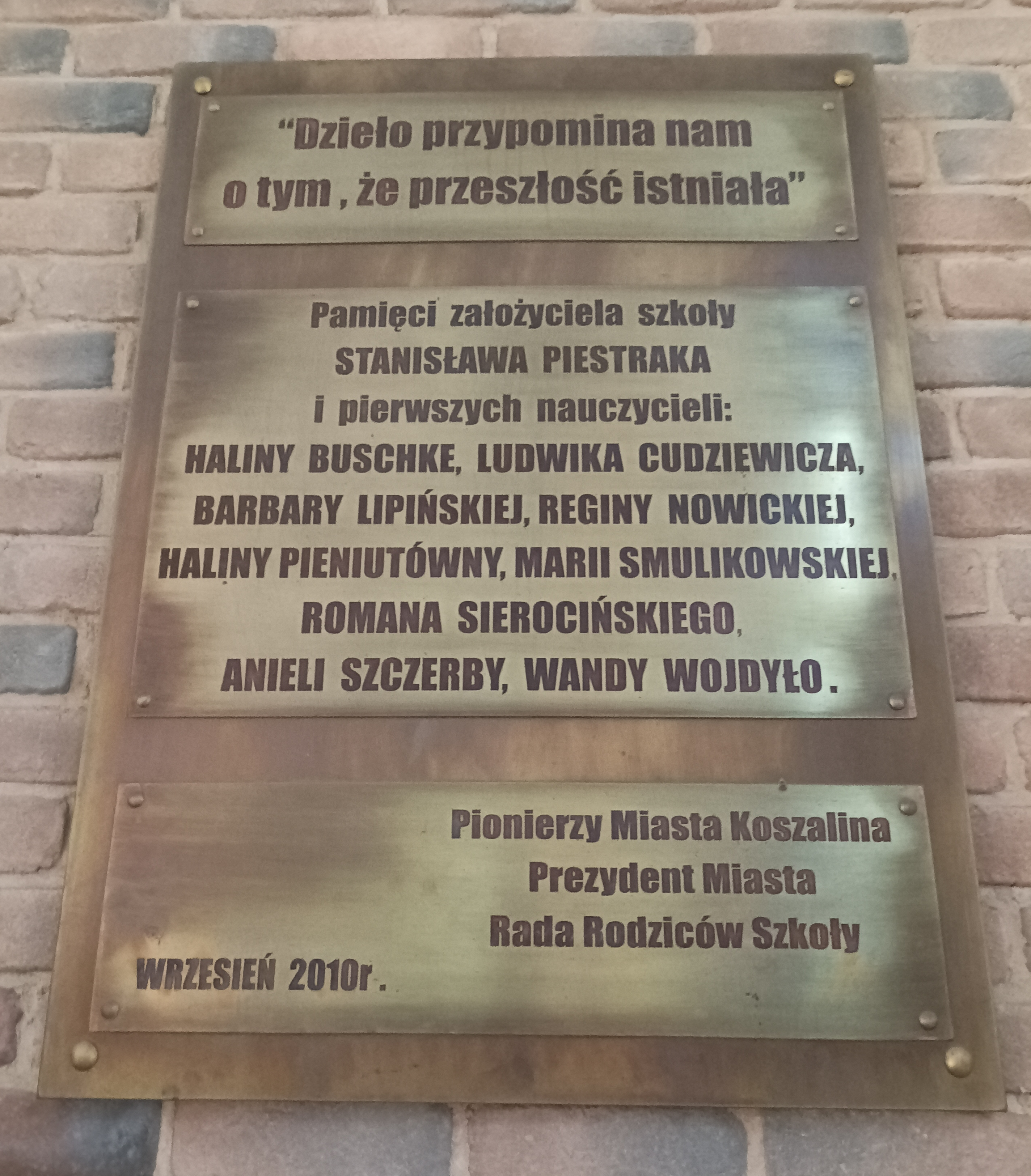
Tablica upamiętniająca założyciela szkoły i pierwszych nauczycieli

W starym neoromańskim budynku już od 1821 r. funkcjonowało Gimnazjum Królewskie i Miejskie. Była to szkoła o renomie ogólnopaństwowej. Jednym z wielu jej słynnych absolwentów jest urodzony w Świdwinie Rudolf Ludwig Karl Virchow – niemiecki patolog, antropolog i higienista, twórcą słynnego pojęcia „Kulturkampf”. 
We wrześniu 1945 r. rozpoczęła pracę pierwsza szkoła zawodowa w Koszalinie – Gimnazjum Kupieckie, której dyrektorem był Stanisław Piestrak. Naukę rozpoczęło 34 uczniów, których liczba w ciągu roku zwiększyła się do 118 osób. Następnie w kwietniu 1946 r. szkołę przeniesiono na górne piętra Szkoły Podstawowej nr 1 przy ul. Zwycięstwa. Od września 1946 r. Szkoła znalazła miejsce w obecnej siedzibie przy ówczesnej ulicy Alfreda Lampego 30 (dziś Władysława Andersa 30). Wtedy też Szkoła otrzymała nową nazwę – Państwowe Gimnazjum Handlowe i Liceum Handlowe. W 1951 r. nastąpił podział Szkoły na Technikum Handlowe przy ul. A. Lampego i Technikum Finansowe przy ul Estkowskiego (obecna ul. Biskupa Czesława Domina). Potem szkoły się połączyły i powstało pięcioletnie Technikum Ekonomiczne z siedzibą na ul. A. Lampego 30. We wrześniu 1963 r. powstał Zespół Szkół Zawodowych nr 1. W październiku 1975 r. nadano szkole imię Mikołaja Kopernika i sztandar. 
W styczniu 1976 r. rozpoczęto budowę nowej sali gimnastycznej, którą oddano do użytku we wrześniu 1979 r. Stara albo mała sala gimnastyczna istnieje od lat 30. XX wieku.
W szkole istniały różne: dzienne, wieczorowe, zaoczne, zasadnicze zawodowe kierunki kształcenia – od kierunków ekonomicznych, handlowych, finansowych, statystycznych, rachunkowych do zawodowych – sprzedawca, przetwórstwo mięsne, kelner, kucharz, mleczarz, piekarz, a nawet eksploatacja pocztowa.
Mury szkolne opuściło, w całej historii szkoły, około 18 tysięcy absolwentów. Do pierwszej matury w 1946 r. przystąpiło i zdało 14 abiturientów.
We wrześniu 2002 r. placówka otrzymała nazwę Zespół Szkół nr 1 im. Mikołaja Kopernika.   
W 2010 roku, z okazji 65-lecia placówki, została uroczyście odsłonięta tablica upamiętniająca założyciela szkoły i jej pierwszych nauczycieli.  

## Kierunki kształcenia
W Zespole Szkół nr 1 w Koszalinie realizowane są następujące kierunki kształcenia:
- Technik ekonomista
- Technik rachunkowości
- Technik logistyk
- Technik handlowiec
- Technik turystyki
- Technik hotelarstwa
- Technik żywienia i usług gastronomicznych
- Kucharz

## Dyrektorzy szkoły
1. Stanisław Piestrak 1945–1948
2. Halina Buschke 1948–1950
3. mgr inż. R. Sadkowski 1950
4. Barbara Lipińska 1950–1951
5. Kazimierz Kozaczek 1951–1954
6. Wanda Wojdyło 1951–1953
7. Eugeniusz Kot 1953–1954
8. Wiktor Sikorski 1953–1954
9. Kazimierz Karbowski 1954–1958
10. Józef Kolibowski 1958–1963
11. Bolesław Wojciechowski 1963–1965
12. Józef Rudecki 1965–1990
13. Jadwiga Topolan 1990–2015
14. Szymon Konefał od 2016

## Znani absolwenci
- Edward Żentara (polski aktor i reżyser teatralny, filmowy i telewizyjny)[6]
- Piotr Huzar (Prezes Zarządu w Koszalińska Izba Przemysłowo-Handlowa, Przewodniczący Rady Uczelni w Politechnika Koszalińska)
- Paweł Petrykowski (Mistrz Polski w Rzemieślnictwie Lodziarskim)[7]
- Damian Zydel (Prezes Stowarzyszenia TRIO BASKET KOSZALIN)